# Stephanoceratoidea
De Stephanoceratoidea, voorheen Stephanocerataceae, zijn een superfamilie van uitgestorven ammonoïde koppotigen uit het midden-Laat-Jura binnen de orde Ammonitida die verschillende vormen bevat, over het algemeen met scherpe ribbels en complexe hechtlijnen. Aptychi worden verondersteld meestal korrelig te zijn (Granulaptycus) of concentrisch geribbeld op het oppervlak (Praestriaptychus) (Arkell et alii 1957).

## Morfologische variatie
De schelpen van de Stephanoceratoidea, die de verschillende opgenomen families bepalen, zijn zeer variabel van vorm. Ze zijn schijfvormig en evoluut met alle kransen bloot, of sferoïdaal en involuut met alleen de buitenste krans zichtbaar, soms cadiconisch met een diepe navel en brede ventrale rand, en oxiconisch met de ventrale rand scherp. Ze zijn verenigd door hun doorgaans scherpe ribbels en door hun complexe hechtlijnen met een dominante eerste laterale lob en een goed ontwikkelde umbilische lob. (Arkell et alii 1957)

## Taxonomie
Stephanoceratoidea bevat vijf families volgens Donovan et alii (1981), een reductie van de elf vermeld in de Treatise on Invertebrate Paleontology, 1957, deel L. Het zijn de:
- Stephanoceratidae
- Kosmoceratidae
- Otoitidae
- Sphaeroceratidae
- Cardioceratidae

De Pachyceratidae en Tulitidae die zijn opgenomen in de Stephanoceratoidea in de verhandeling uit 1957 zijn later toegewezen aan de Perisphinctoidea. De Macrocephalitidae en Mayaitidae van de verhandeling zijn teruggebracht tot onderfamilies binnen de Sphaeroceratidae, Macrocephalitinae en Mayaitinae, maar nog steeds in de Stephanoceratoidea. De Clydoniceratidae en Thamboceratidae worden gecombineerd als de Clydoniceratinae binnen de Hildoceratoïde familie Oppeliidae.

## Fylogenie
Volgens Donovan et alii (1981) vinden de Stephanoceratidae en Otoitdae beide hun oorsprong in de Hildoceratoidea, in de Phymatoceratidae. De Otoitidae gaven aanleiding tot de Sphaeroceratidae die aanleiding gaven tot de Cardioceratidae, de Stephanoceratidae tot de Kosmoceratidae, allemaal binnen de Stephanoceratoidea. De Stephanoceratidae gaven dus ook aanleiding tot de Perisphinctidae, de onderstam van de Perisphictoidea.
Dit verschilt van de oudere fylogenie van het verhandelingsdeel L. Men denkt dat de Stephanoceratoidea zijn afgeleid van de Hammatoceratidae (Hildoceratoidea) via de voorouderlijke familie de Otoitidae die in het vroege Midden-Jura tot de Stephanoceratidae en Sphaeroceratidae leidden, en twee hoofdlijnen vormen. De Stephanoceratidae gaven aanleiding tot de Thamboceratidae, die op hun beurt aanleiding gaven tot de Clydoniceratidae. De Sphaeroceratidae gaven aanleiding tot de Tulitidae die de oorsprong is voor zowel de Macrocephalitidae als de Pachyceratidae. De Pachyceratidae leiden tot de Mayaitidae, de Macrocephalitidae zowel tot de Kosmoceratidae als de Cardioceratidae.